# Kinnah Phiri
Kinnah Phiri (nacido el 30 de octubre de 1954) es un exfutbolista de Malawi y actualmente director técnico de Jwaneng Galaxy FC.
Es el máximo goleador de la selección de Malawi con 71 tantos.

## Carrera

### Jugador
Nacido en Blantyre , Kinnah comenzó a jugar fútbol para el equipo local Big Bullets FC , y en 1982 el club de los EAU Sharjah SC le ofreció un contrato. No se le permitió salir del país, pero se mudó a Suazilandia para jugar para Manzini Wanderers, donde terminaría su carrera como jugador.

### Selección
Phiri fue la inspiración detrás de las mejores horas del equipo nacional de fútbol de Malawi a fines de la década de 1970, cuando Malawi ganó dos veces la Copa del Desafío de África Oriental y Central. Marcó 71 goles en 115 partidos.

### Entrenador
De 2004 a 2006 entrenó a los Big Bullets, uno de los equipos principales en Malawi , con el que también ganó dos campeonatos nacionales. 
Desde 2009 a 2013, entrenó al equipo nacional de Malawi, donde compitió en una Copa de África de Naciones en el año 2010.
Más tarde en 2014 entrenó a Free State Stars, el equipo de más alto nivel en Sudáfrica.
En 2017 tuvo un breve paso por el banquillo del club Mochudi Center Chiefs de la liga de Botsuana.
Desde 2017 está a cargo del club Jwaneng Galaxy FC de la Liga Premier de Botsuana.

## Clubes
| Club              | País        | Año       |
| ----------------- | ----------- | --------- |
| Bullets FC        | Malaui      | 1973-1981 |
| Manzini Wanderers | Suazilandia | 1982-1984 |